# Мішель Жалах
Мішель Жалах, O.A.M. (араб. ميشال جلخ; нар. 27 серпня 1966) — ліванський маронітський католицький єпископ з Маронітського ордену святого Антонія, секретар Дикастерії Східних Церков з 15 лютого 2023 року; титулярний архієпископ Нісібіс з 2024 року.

## Життєпис
Після навчання в семінарії 15 серпня 1983 року склав перші обіти в Маронітському ордені святого Антонія.
21 квітня 1991 року висвячений на священника. Продовжив студії в Римі, вивчаючи філософію та богослов'я в Папському університеті Святого Томи Аквінського, а в 2008 році отримав ступінь доктора еклезіології в Папському східному інституті.
У 1993 році він був призначений економом свого ордену в Римі, пізніше генеральним прокуратором при Святому Престолі, а в квітні 2013 року був обраний генеральним секретарем Близькосхідної Ради Церков. Член Комісії Екуменічних стосунків Асамблеї католицьких патріархів і єпископів Лівану. З 2017 по 2023 рік обіймав посаду ректора Антоніанського університету в м. Баабда.
15 лютого 2023 року Папа Франциск призначив його секретарем Дикастерії Східних Церков; у цій дикастерії він уже працював з 2000 по 2008 рік.
з 23 січня 2024 року — радник Дикастерії для сприяння єдності християн.
8 березня 2024 року Папа Франциск номінував о. Мішеля Жалаха архієпископом з титулярним осідком Нісібіс. Єпископську хіротонію уділив йому маронітський патріярх Антіохії Бешар Бутрос Раї 8 червня 2024 року в м. Бкерке.

## Праці
- «Ecclesiological Identity of the Eastern Catholic Churches: Orientalium Ecclesiarum 30 and Beyond», Edizioni Orientalia Christiana, 2014, pp. x, 352, ISBN 978-8872103906.